# Elias Parish Alvars

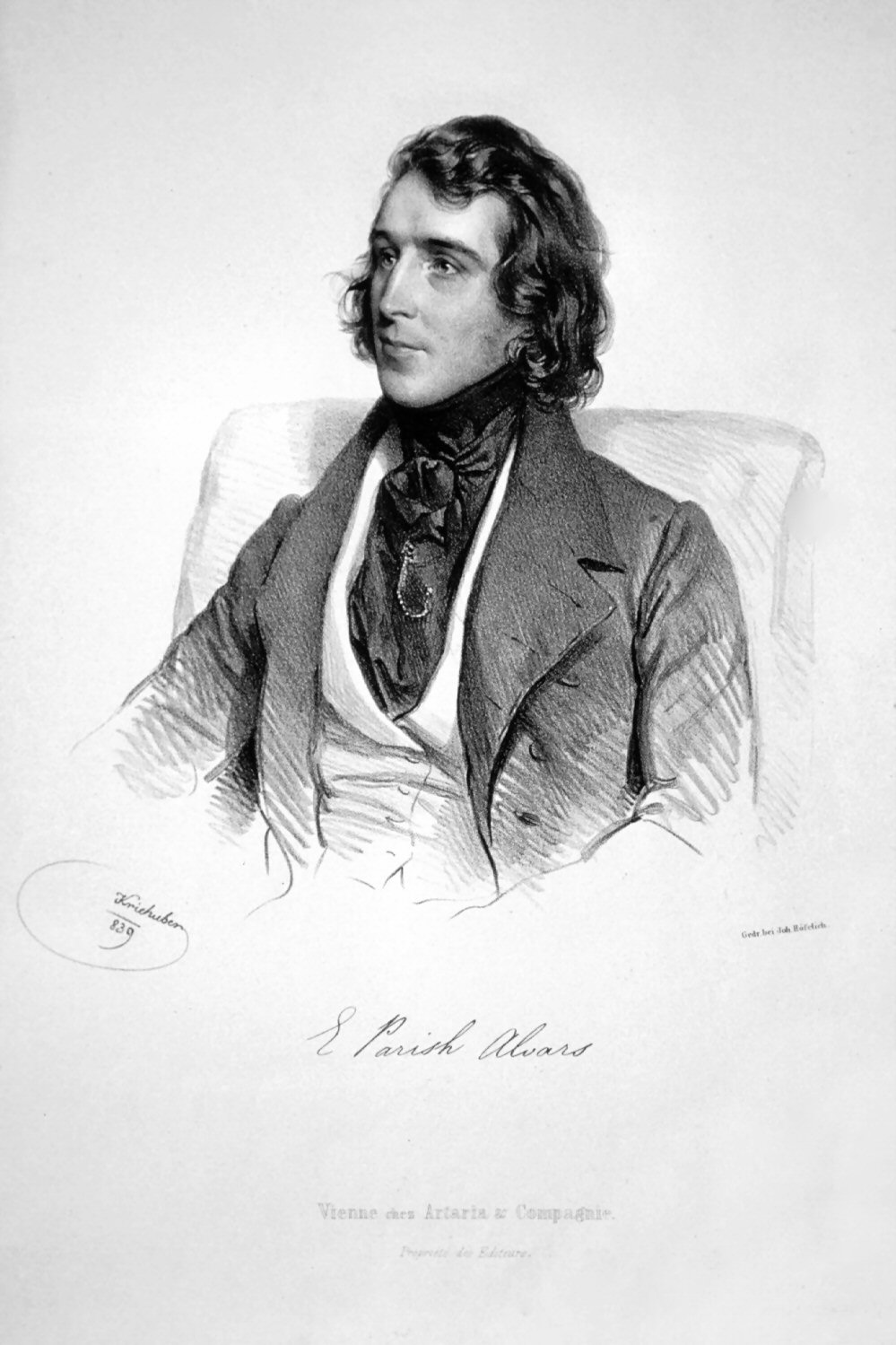
Elias Parish Alvars, lithografi av Josef Kriehuber, 1839.

Elias Parish Alvars , född den 28 februari 1808 i Teignmouth, Devonshire, död den 25 januari 1849 i Wien, var en engelsk harpvirtuos.
Parish Alvars, som vid sin död var kejserlig kammarvirtuos, var elev till Dizi, Labarre och Bochsa. Han företog 1828-1832 konsertresor i Europa och Orienten. Parish Alvars var en av sin tids främsta harpspelare och tillika mycket framstående tonsättare för sitt instrument. Han skrev bland annat 2 konserter, en concertino för 2 harpor med orkester, fantasier, romanser med mera samt Voyage d'un harpiste en Orient, utgörande en samling melodier från Bulgarien, Grekland, Turkiet och så vidare.